# Bitva u Guadalete
Bitva u Guadalete nebo bitva u Jérez de la Frontera se odehrála v roce 711 na nejistém místě v dnešním jižním Španělsku mezi křesťanskými Vizigóty pod vedením jejich krále Rodericha a invazními silami muslimského umajjovského chalífátu, tvořenými hlavně Berbery, pod velením Tárika ibn Zijáda. Je považována za začátek umajjovského dobytí Hispánie. Roderich byl v bitvě zabit spolu s mnoha příslušníky vizigótské šlechty, čímž se otevřela cesta k dobytí hlavního města Vizigótů Toleda.

## Průběh
Bitva u Guadalete nebyla izolovaným berberským útokem, ale následovala po sérii nájezdů přes Gibraltarský průliv ze severní Afriky, které vyústily ve vyplenění několika jihoiberských měst. Berberské síly pravděpodobně obtěžovaly poloostrov po moři od dobytí Tangeru v letech 705–706. Dvě poměrně velké muslimské armády mohly být v oblasti již rok předtím, než došlo k rozhodující bitvě.
Tárik je ve většině zdrojů uváděn jako Berber. Jen výjimečně je označován jinak - jako Gót, Žid, Peršan nebo příslušník turkických kmenů. Jeho nadřízeným byl podle všeho Músá ibn Nusajra, muslimský guvernér severní Afriky.
Tárik se vylodil u Gibraltaru a legenda, kterou poprvé zaznamenal Al-Idrísí, říká, že po přistání spálil své lodě, aby zabránil své armádě dezertovat a myslet na návrat. Vizigóti do boje šli oslabeni odbojem Basků a předchozími útoky Byzance - existuje dokonce teorie, že muslimský útok byl původně spojeneckou operací byzantské ofenzívy.
Datum bitvy je obvykle uváděno 711, ale v Mozarabské kronice (křesťanské historiografické dílo z roku 754, jež je základním zdrojem informací o bitvě) je kladena do roku 712 a za dobytí Toleda, které kronika připisuje Músovi v roce 711. Arabské zdroje uvádějí, že se bitva odehrála 25. nebo 26. července. Podle Davida Leveringa Lewise to bylo 19. července. Místo je také předmětem debat. Al-Hakam umísťuje bitvu k „Wadilakka“ (neboli k „řece Lakka“), která bývá obvykle identifikována jako řeka Guadalete, nebo řeka Barbate. Nejranější křesťanský zdroj říká, že se odehrála poblíž neidentifikovaných Transductini promontoriis. Thomas Hodgkin ji umístil k Jerez de la Frontera. Joaquín Vallvé, na základě studia toponym, jí klade na břeh Guadarranque.
Staré arabské zdroje přisuzují Roderichovu vojsku 100 000 mužů, muslimskému pak 187 000. To většina soudobých historiků považuje za nesmyslná čísla a počítá s maximálně tisícovkami bojovníků na obou stranách, mezi 7-12 tisíci. David Lewis ovšem odhaduje vizigótské síly na 33 000.
Porážka Vizigótů je obvykle přisuzována jejich nejednotě a zradě uvnitř Roderichova tábora. I Mozarabská kronika zaznamenala tuto zradu na pravém křídle u části křesťanských velmožů, kteří doprovázeli Rodericha jen ze lsti a v klíčových chvílích stáli stranou a dali nepříteli prostor. Identifikace hlavního zrádce jako Sisiberta je však patrně jen legendou. Kronika Alfonse III. obviňuje ze zrady jakési „syny Wittizovy“. Po pádu Toleda zde učinili králem jakéhosi Oppu, ten někdy bývá identifikován jako onen pověstný zrádce, zvláště proto, že jeho bratr se měl jmenovat Wittiz, jiní však varují, že jeho synovci se vzhledem k věku nemohli bitvy určitě účastnit. Je též známo, že jistý gótský šlechtic jménem Theudimer uzavřel po bitvě spojenectví s dobyvateli, aby si zachoval vládu nad svým územím, ale patrně nešlo o hledaného zrádce. Velmi tradovanou je legenda o hraběti Julianovi, který jako pomstu za oplodnění své dcery Florindy Roderichem údajně půjčil Tárikovi lodě pro zahájení invaze. To vidí historikové ovšem jako nepravděpodobné; to, že Arabové disponovali dostatečnými vlastními námořními kapacitami v západním Středomoří, dosvědčuje jejich předchozí útok proti Baleárským ostrovům. Podle jiné legendy to byl byzantský guvernér Ceuty, který se v roce 710 spojil s Berbery, aby společně přepadli jižní pobřeží Ibérie. Ani tato verze ale není vnímána jako příliš důvěryhodná. Nejasné formulace v kronikách vedou některé historiky k interpretaci, že to Roderich sám přizval některé znepřátelené velmože do bitvy, aby je mohl před ní zabít, což snad učinil, a tím oslabil sám sebe.
Spornou je otázka účasti Židů v boji na straně Berberů. Pozdější tradice o pomoci domorodých iberských Židů často hovořila, měli se tak mstít za to, že byli předtím křesťanskými vládci postupně zbaveni svých tradičních práv. Židovskému kontingentu měl velet jistý Kaula Al-Jahudi. Po vítězství Židé údajně dobyli několik měst a byli dokonce pověřeni vládou v Seville, Córdobě a Toledu. Je však zvláštní, že Mozarabská kronika ani arabské zdroje účast Židů v bojích vůbec nezaznamenávají a není tak jasné, zda nejde o pozdější legendy motivované nenávistí k Židům.
Bitva byla podle všeho mimořádně krvavou, vizigótské ztráty byly katastrofální, ale i muslimové ztratili v bitvě prý čtvrtinu celé invazní armády.
Dopad bitvy byl každopádně zcela drtivý, během deseti následujících let byl celý poloostrov kromě malého Asturského království a území Basků žijících v horách pod nadvládou muslimů, kteří záhy postoupili i za Pyreneje.